# Rec. 709

Esquema del espacio de color CIE 1931 que muestra el espacio de color del Rec. 709 (HDTV).

Recomendación ITU-R BT.709, también conocida por las abreviaturas Rec. 709 o BT.709. Es un estándar para la televisión de alta definición de 16:9 de relación de aspecto. La primera edición del estándar fue aprobada en 1990.

## Detalles técnicos

### Número de píxeles
El Rec. 709 hace referencia a sistemas HDTV que tienen hasta algo más de dos millones de píxeles (los sistemas FullHD o 1080p).

### Tasa de refresco
El estándar Rec. 709 especifica los siguientes índices de refresco de imagen: 60 Hz, 50 Hz, 30 Hz, 25 Hz y 24 Hz. «Índices» fraccionarios en los que se dividen los valores anteriores entre 1,001 son también válidos.
Que en la práctica nos da las siguientes tasas de refresco de imágenes: 25i, 25PsF, 25p, 50p para 50 Hz sistemas; 23.976p, 23.976PsF, 24p, 24PsF, 29.97i, 29.97p, 29.97PsF, 30PsF, 30p, 59.94p, 60p para 60 Hz sistemas.

### Representación digital del color
Rec. 709 define un codificado R'G'B' y un otro Y'CBCR, pudiendo tener 16 ó 32 bits por canal de color. En la codificación de 8 bits, los canales R, B, G, y Y tienen una gama nominal de [16..235], y los canales CB y CR tienen una gama nominal de R'G'B, el blanco de referencia es (235, 235, 235) y el negro de referencia es (16, 16, 16). Mientras que en la codificación Y'CBCR, el negro de referencia es (16, 128, 128), y el blanco de referencia es (235, 128, 128). Estos valores son los mismos que los que recoge el ITU Rec. 601.

### Colores primarios y espacio de color
| Espacio de color | Punto blanco | Punto blanco | Primaries | Primaries | Primaries | Primaries | Primaries | Primaries |
| Espacio de color | xW.॥॥        | yW.॥॥        | xR        | yR        | xG        | yG        | xB        | yB        |
| ---------------- | ------------ | ------------ | --------- | --------- | --------- | --------- | --------- | --------- |
| ITU-R BT.709     | 0.3127       | 0.3290       | 0.64      | 0.33      | 0.30      | 0.60      | 0.15      | 0.06      |

En la cobertura del espacio de color el Rec. 709 (y el derivado sRGB) es casi idéntico al espacio de color del Rec. 601 y cubre 35.9 %.